# Estación de Roda de Bará
Roda de Bará (en catalán y según Adif Roda de Barà) es una estación de ferrocarril situada en el municipio español homónimo, en la provincia de Tarragona, comunidad autónoma de Cataluña. En la actualidad carece de servicios ferroviarios de viajeros, desde el 1 de octubre de 2024.

## Situación ferroviaria
Se encuentra ubicada en el punto kilométrico 28,7 de la línea férrea de ancho ibérico que une Madrid con Barcelona a 72 metros de altitud, entre las estaciones de Salomó y de Roda de Mar. El kilometraje de la línea sufre varios reinicio (en Zaragoza, Lérida y La Plana-Picamoixons) al basarse en antiguos trazados que unidos dan lugar a la línea entre Madrid y Barcelona. 
Además, sigue formando de la línea férrea Reus-Roda de Bará, línea 234 de Adif. Sin embargo esa línea dejó de usarse en 1992 para el transporte de viajeros y desde entonces se encuentra en desuso y en su gran parte desmantelada.

## Historia
El ferrocarril llegó a Roda de Bará desde el este, a principio de 1883 con la apertura del tramo Valls-Calafell de la línea que pretendía unir Barcelona con Valls aunque finalmente se prolongó hasta Picamoixons. Para la construcción de esta línea férrea se creó en 1878 la Compañía del Ferrocarril de Valls a Vilanova y Barcelona. En 1881, la titular de la concesión cambió su nombre a compañía de los Ferrocarriles Directos de Madrid y Zaragoza a Barcelona persiguiendo con ello retos mayores que finalmente no logró alcanzar ya que acabó absorbida por la Compañía de los ferrocarriles de Tarragona a Barcelona y Francia o TBF en 1886. Esta a su vez acabó en manos de la gran rival de Norte, MZA, en 1898. MZA heredó también la línea que venía de Reus, que se concluyó en 1884 por parte de la Compañía de los Directos y mantuvo la gestión de la estación hasta que en 1941 se produjo la nacionalización del ferrocarril en España y todas las compañías existentes pasaron a integrarse en la recién creada RENFE. 
Desde el 31 de diciembre de 2004 Renfe Operadora explota la línea mientras que Adif es la titular de las instalaciones ferroviarias.

## La estación
La estación de Roda de Bará está ubicada al oeste del municipio, alejada del mismo. Dispone sin embargo de un amplio edificio para viajeros, formado con un cuerpo central de dos alturas y unos anexos laterales de planta baja, acorde con el papel de estación de bifurcación que jugó en su momento. No cumple ya funciones ferroviarias ya que alberga un restaurante. Al único andén lateral del recinto accede una vía, aunque la playa de vías cuenta con tres más.
Cerca del recinto se encuentra un intercambiador de ancho de vía de la línea de alta velocidad entre Madrid y Barcelona, el cual a día de hoy está en desuso. El enlace entre el ramal del cambiador de ancho y la LAV fue desmantelado.

## Servicios ferroviarios

### Media Distancia
Los servicios de Media Distancia que ofrece Renfe cubren el trayecto siguiente:
| Línea MD | Trenes                   | Origen/Destino       |  | Destino/Origen         | Equivalente Rodalies de Catalunya |
| -------- | ------------------------ | -------------------- |  | ---------------------- | --------------------------------- |
| 35       | Regional Regional Exprés | La Plana-Picamoixons |  | San Vicente de Calders |                                   |

Cuenta con un único servicio al día por sentido perteneciente a la línea R13 de Rodalies de Catalunya. El resto de trenes efectúan parada en el apeadero de Roda de Mar, puesto que es más céntrico.
A consecuencia de las obras del corredor mediterráneo entre las estaciones de Tarragona y Sant Vicenç de Calders, la estación dejó de prestar servicio a partir del 1 de octubre de 2024, quedando el apeadero de Roda de Mar como única estación de pasajeros del municipio. La estación no ha vuelto a prestar servicio.